# ديفون ترافيس
ديفون ترافيس (بالإنجليزية: Devon Travis)‏ هو لاعب كرة قاعدة أمريكي، ولد في 21 فبراير 1991 في ويست بالم بيتش في الولايات المتحدة.

## وصلات خارجية
- ديفون ترافيس على موقع دوري كرة القاعدة الرئيسي (الإنجليزية)
- ديفون ترافيس على موقعبيزبول رفرنس.كوم (الدوري الرئيسي) (الإنجليزية)
- ديفون ترافيس على موقعبيزبول رفرنس.كوم (الدوري الثانوي) (الإنجليزية)
- ديفون ترافيس على موقع إي إس بي إن.كوم (أم.أل.بي) (الإنجليزية)
- ديفون ترافيس على موقع مشجعي الرسوم البيانية (الإنجليزية)